# Lefkimmi
Lefkimmi (en griego Λευκίμμη) es una localidad y una unidad municipal de la isla de Corfú, Islas Jónicas, Grecia. Su población era de 6704 habitantes en 2001.

## Geografía física
La unidad municipal de Lefkimmi es la más meridional de la isla. En su territorio se encuentra también el cabo de Lefkimmi. La capital municipal es la ciudad de Lefkimmi (3.517 hab.); le siguen Kavos (847), Palaiochóri (617), Vitaládes (475), and Kritiká (426).

## Patrimonio

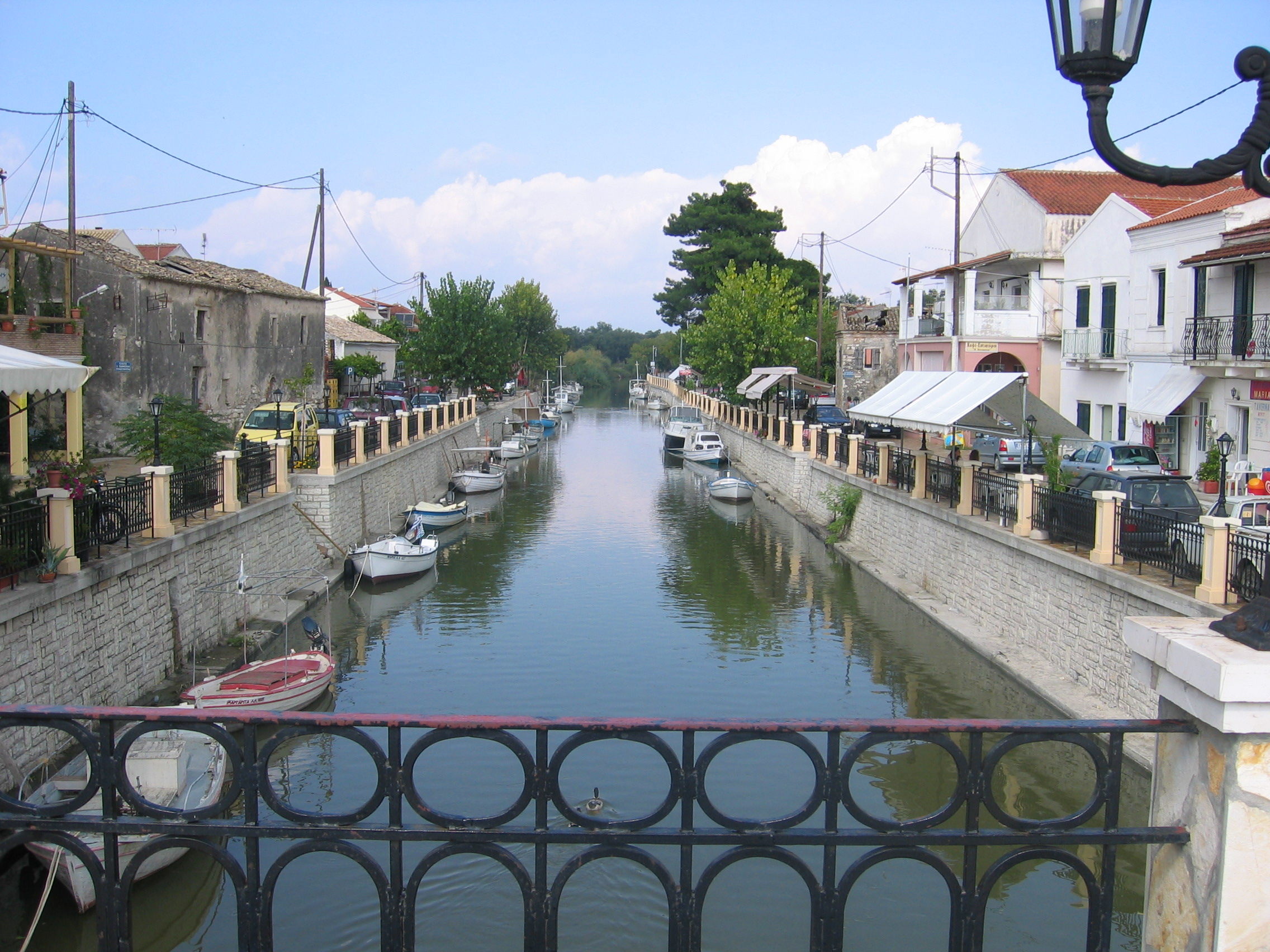
El característico canal de Lefkimmi.

- Canal de Lefkimmi: Es el elemento más característico de la localidad. El pequeño canal, bordeado de barcos, llega hasta el núcleo de Lefkimmi, donde lo cruza un puente.[3]
- Monasterio de la Virgen de Arkudila: Se encuentra en el cabo Asprókavos, cerca de la población de Kavos, en el extremo sur de Corfú.[3]

## Economía
La principal actividad económica es el turismo (sector servicios), seguido de la agricultura. La zona es rica en viñas y produce vino.